# 利澤簡永安宮
24°40′00″N 121°49′23″E / 24.666638°N 121.823157°E
利澤簡永安宮，是位於臺灣宜蘭縣五結鄉利澤村的媽祖廟，其舊廟建築與元宵節舉行抬神轎競速的比賽皆被列為宜蘭縣文化資產。

## 歷史沿革

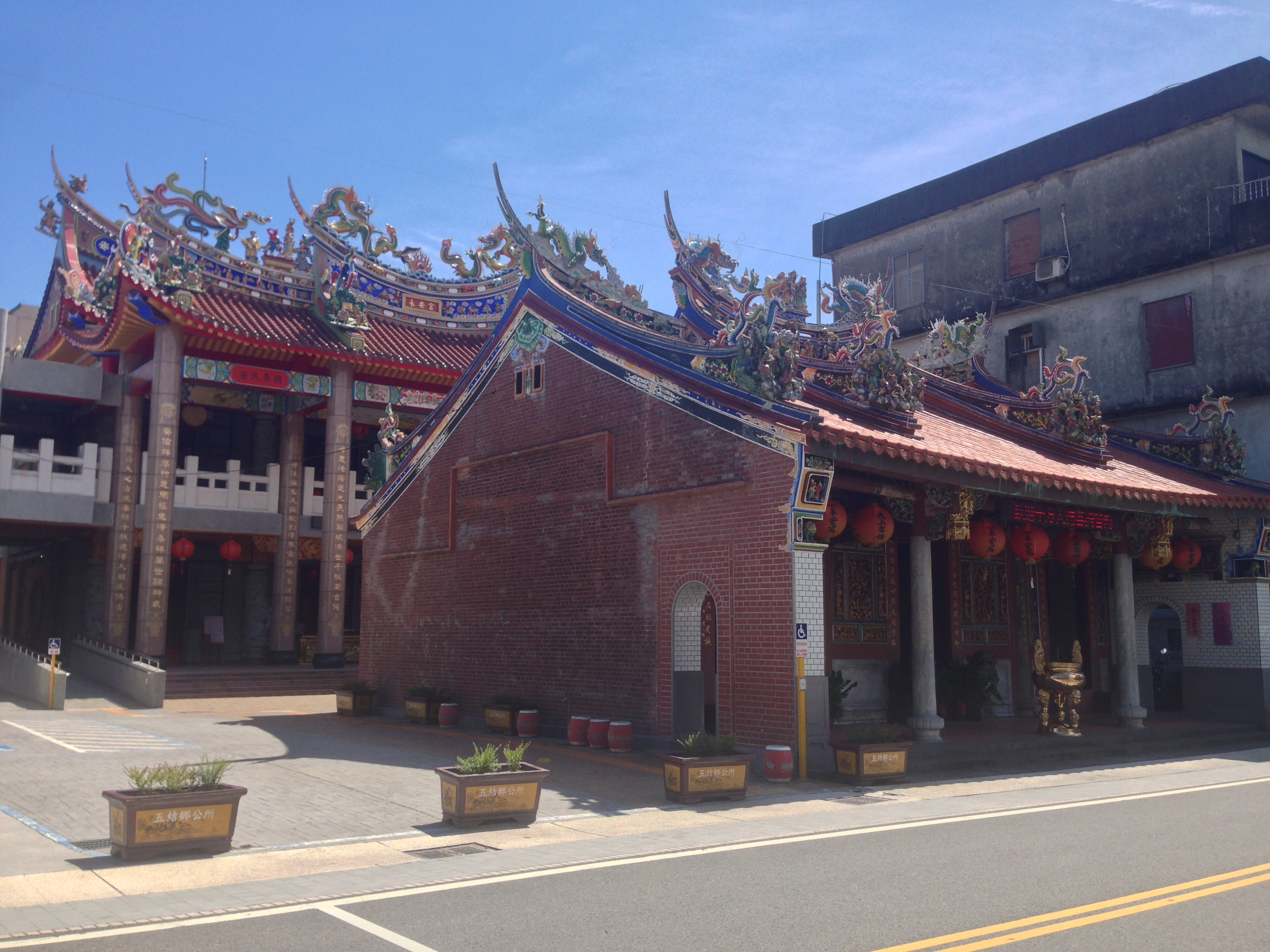
利澤簡永安宮舊廟與新廟

此廟建廟緣起有不同說法，《宜蘭縣民間信仰》中陳述兩種最普遍的說法，一是來自廟方的《利澤簡永安宮紀念手冊》，另一是《五結鄉鄉土教材》。廟方記載相傳有一艘載著湄洲媽祖祖廟媽祖神像之一的平底仔船，由於水淺無法進利澤簡的港口，船員遂對媽祖禱告，不久海水暴漲，及時順利進入內陸河道，上岸後神像就供俸在民家。另據《五結鄉鄉土教材》記載，此廟奉祀的神像約為嘉慶年間，先民從湄洲攜奉來的。
道光六年（1826年），廟建於利澤老街的中心。後來清治時期一次改建，為當地潘、李二姓發起募捐，其中一部分為船員所捐助。不同於一般媽祖廟面海而建，永安宮則背海面山而建。像是東港朝隆宮、昭應宮也是如此。1928年，林木溪、林木火、林維、林松江、朱錦源、陳金泉、陳條旺、賴阿牛、林金水、林柏炎、林大目、蔡亦春等人發起，邀集組成重建委員會，推舉林木溪為修建主任委員，並向祭祀圈的八大庄勸募重建基金，再度改建。
戰後時期的地址為五結鄉利澤村利澤路26號。1961年，以陳坤臣為主任委員，林宗聘、張火全為副主任委員組成修建委員會。1963年改建屋頂。至1977年林城英六位兄弟捐款將步口牆壁及地上鋪設大理石片。
1984年，蕭德聖捐款增建辦公室，後年林錦呂捐款4萬餘元增建步口前不繡鋼拜亭。1994年，地方信眾見廟宇年久失修，即倡議建新廟，一方主張將舊廟拆除，原地蓋新廟，但被反對，因此以舊廟在前，新廟在後，求得雙贏。
2006年舊廟被列為縣定古蹟，該年行政院長游錫堃特頒「歷史人文廟蘭陽第一宮」匾額以示崇揚。利澤簡子弟賴民亮回鄉後，擔任擴建委員會主委，展開十年建廟工程，期間籌措新台幣一億一千萬元資金，與廟後方七戶住家協商取得新廟地。賴民亮從事塑料及成衣事業，除在利澤簡設獎助學金，還捐款三百萬元給廟方，更提供土地給擴建委員會蓋民房，讓原住戶得以遷居。2006年12月7日舉行新廟擴建動土典禮。
舊廟由於年代久遠，修繕費用約需一千萬元，以文建會負擔四百二十萬元，縣府一百八十萬元，剩下四百萬元由廟方自籌。經2010年立委林建榮協調，從焚化爐回饋金、縣議員建設基金補缺口。文建會允諾明年補助到五百二十萬元。
2016年11月17日，新廟落成。

## 祭祀活動

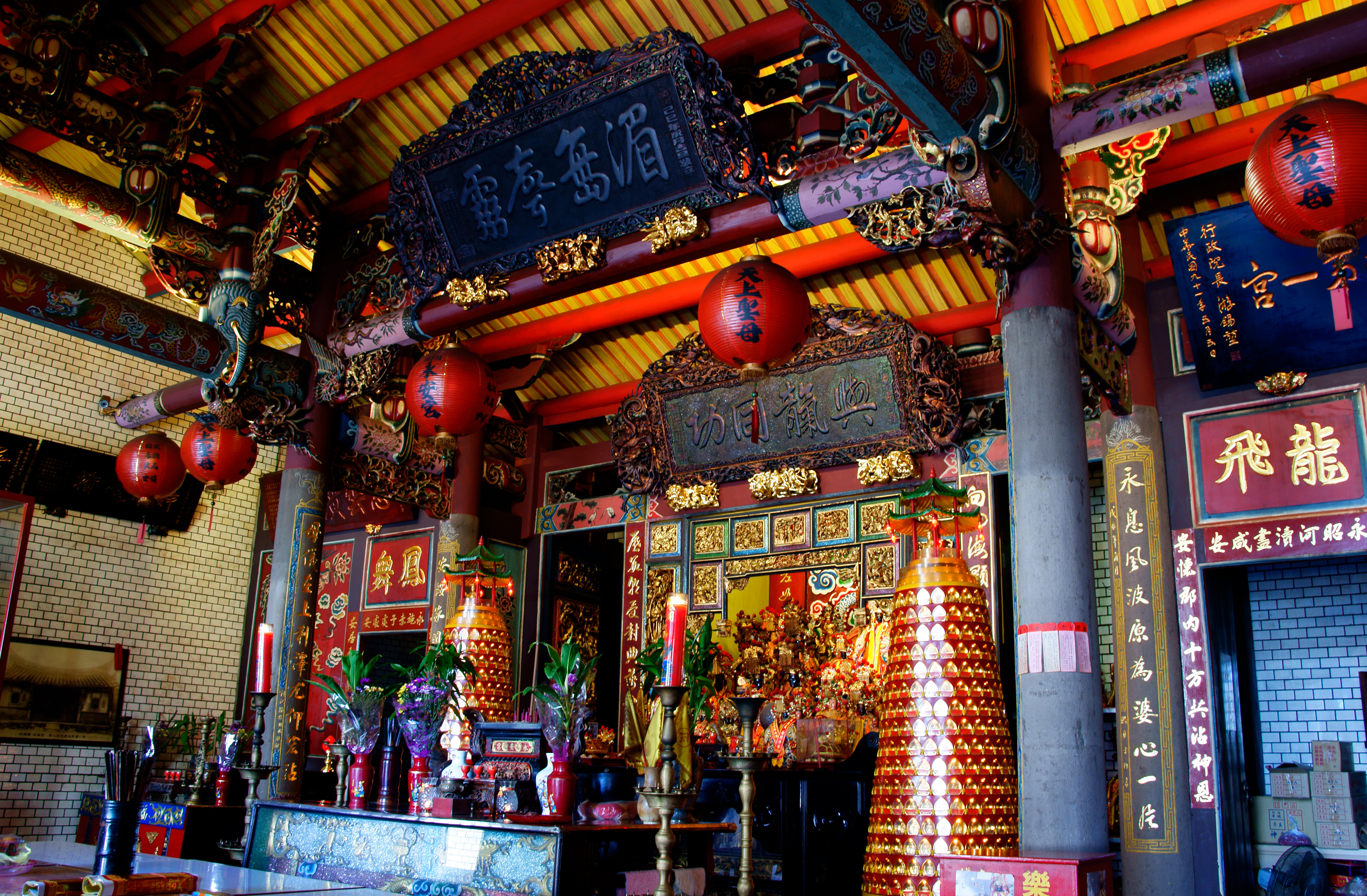
舊廟殿內

利澤永安宮主祀天上聖母，左龕祀關聖帝君，右龕祀福德正神。有虎爺爐但無神尊。此廟的祭祀圈有利澤簡、下福、成興、清水、新店、加禮宛、寶斗厝、埤仔尾等八大庄。今祭祀圈涵蓋蘇澳鎮頂寮、龍德二里。
自農曆正月初四日起，廟方出巡八大庄，並駐蹕在各庄廟宇供當地信眾參拜。如2007年上元節的繞境順序為下福、成興、埤仔尾、寶斗厝、加禮宛、清水、新店、利澤簡本庄。當年陪同繞境的廟宇有利澤村的下福福德廟、善永堂、利澤簡廣惠宮；成興村有開臺國聖、興安宮、開漳聖王會、保安宮、國聖廟；季新村有慶興廟、慶元宮、社尾永安寺、加禮宛開山廟、仙水寺、清水祈安宮；蘇澳鎮有隆恩廟、慈惠堂、國聖廟、中崙龍德廟、頂寮城隍廟。遶境的範圍過去還曾遠及南方澳，直至南方澳建媽祖廟為止。

## 文化資產

### 舊廟建築
1928年屋面的泥水、瓦作及剪黏等，相傳為住羅東紅水溝的土水龍、土水旺負責，其作品還有羅東奠安宮、羅東震安宮、南方澳南天宮，其父為阿元師。現存的屋頂為是1974年重修，據宜蘭郭清波匠師所說，是他與叔父等人所施作，當時廟委林宗聘考量剪粘易脫落，所以裝飾皆採用分塊燒陶方式製作。屋頂為三川脊，是同一平面前後坡洩水的筒板瓦屋頂，於大木構架、山牆置放圓楹、具間距的桷仔板，再置瓦養、傳統筒板板瓦。中脊則可分為中港間及左右的小港間共三段，三段中脊往外皆往上翹燕尾，中港間設暗厝墊高所以較左右小港間段高。中脊表面則貼附各色的馬賽克。脊頂、西施脊、脊肚、下馬路等皆裝置陶燒飾物。
外牆裝修採清水紅磚丁順疊砌。左右外牆上有貼附馬賽克的掩板、交趾陶獅頭飾物、通風開口及出磚鳥踏，後牆面上下則開通風口及磚砌具出簷的直櫺窗。其中，右側外牆面因被作為增建的室內空間而遭貼附磁磚，背面中港間外牆為水泥砂漿粉刷。二側山牆有放置石獅的燦景框。
步口廊、殿內為綠色為主的白綠相間方塊狀的大理石片地面，為1977年改鋪。步口廊內牆面原為清水磚面，殿內則為昭和時代流行採上下錯縫貼附的白磁磚，下側則為後期貼附的大理石片。上步口廊牆面則是1977年才貼上的大理石片。殿內左右牆面上有交趾陶的龍虎堵及寄附人姓名及金額。
前點金柱、後點金柱、石獅、石枕、石珠、馬櫃台皆為石雕，應為生於1891年的閩南師傅順榮師與五、六位閩南鑿石匠師的作品，所用之石材則來自台北北投尖山一帶。但是，山牆左右燦景（墀頭）框內的石獅已非原物，而是遭竊後重新安裝。
木雕主要由生於1894年、師承泉州木雕承傳的陳銀生負責，使用的木材以梢楠、樟木為主，其作品包括宜蘭城隍廟、二結王公廟、羅東慶安宮、南方澳南天宮。二片五落柱、三通五瓜外加廟前有彎桷捲棚步口廊的疊斗式棟架，則是溪北大木匠師阿助師的作品，他的作品還有二結王公廟、羅東奠安宮、羅東震安宮。神龕屏採木構格屏，上掛匾額、屏前有神桌、供桌等，屏後則為置物、休息空間。前後木格屏、木門窗、屋面圓楹、桷仔的彩繪主色為紅，外雕刻及匾聯則採以按金。相傳重建時的彩繪匠師為住在廟邊南側，生於1901年的烏石林氏、當地人稱「賣雞王」的林振源負責。1975年時，宜蘭市的王東城對部份構件重新彩繪。
建新廟，後利澤簡文教促進會總幹事林文明等人想由於廟宇內收藏不少陳銀生作品，遂在2018初將舊廟布置成為文物館，展覽出像是象鼻瓜筒等木雕作品。

### 走尪競賽
五結鄉內的大二結地區是以二結王公廟在農曆十一月十五作大拜拜，而利澤地區八大庄則是元宵，這是該鄉兩個較少見的大區域拜拜。
廟方在農曆正月出巡八大庄之後，正月十五進廟前會邀請轄境各庄廟宇出動神輿，以神轎大小分成四人組或是十二人組，每兩座神轎為同一組，在直線約長一百公尺的利澤老街上競走，以三次為限來分勝負，冠軍的那一組可將令旗請回庄內廟宇奉祀，此比賽稱為「走尪」。比賽結束後，神轎都需通過廟前之金火，才能返回各自廟宇。最後才是利澤簡永安宮自己的神轎，在廟埕作三進三退的參廟後才進廟安座，結束一年一度的上元節遶境。
廟方管理委員會主委林接輝表示，早年利澤簡為蘭陽溪南方的水道貿易中心，昔日衛生醫藥不發達，曾發生瘟疫，庄民希望以抬神轎來健身運動與驅走陰氣。二十世紀中葉，因參賽者競爭激烈，最後發生毆打，地方長者遂廢除此習俗。廟方只留扛著神轎在利澤路競走及過火儀式，直到1999年元宵節才復辦，該年冠軍為慶興廟。此象徵祈福除瘟疫的習俗被列入宜蘭縣無形文化資產。
2000年報名參加廟宇雖有七家，但比賽時只有慶興廟、利澤簡永安宮、利澤簡廣惠宮及永安寺出賽，以利澤簡廣惠宮以二十五秒點八六成績奪冠，亞軍為慶興廟。2001年，有利澤簡永安宮、下福福德廟、利澤簡善永堂、成興挽善堂、與季新的仙水寺、開山廟等六隊報名，但最後只有利澤簡永安宮、下福福德廟、利澤簡善永堂與挽善堂四隊參加，以利澤簡善永堂得第一，永安宮與下福福德廟分列二、三名。
自2003年增設名為「現代走尪」的比賽，為每四人一組，扛神轎跑完一百廿公尺賽程。該年大眾勝安宮、孝威艮安宮、慶興廟與下福福德廟等四隊進入獲勝，以下福福德廟獲勝獲六張台北至馬來西亞的來回機票，亞軍勝安宮獲四張來回機票、季軍艮安宮獲兩張來回機票，殿軍慶興廟獲一張來回機票。2004年分為寺廟組、國際組、公開組，其中寺廟第一名為五結奠安宮、第二名正勉堂、第三名是艮安宮、第四名四結福德廟。
隨著時代演變，此活動加入不少現代的競賽，如包括熱舞、民俗創意踩街，以及背老婆比賽的趣味競賽等。2017年，因民眾反映多由划船隊、田徑隊員報名參賽走尪，被批評是淪為運動競技，廟方決定停辦扛神轎競速，只進行傳統走尪（扛神轎過金火）及百人神轎活動。

## 外部連結
- 利澤簡永安宮的Facebook專頁
- 利澤簡永安宮——文化部文化資產局 （页面存档备份，存于）
- 利澤簡走尪——文化部文化資產局 （页面存档备份，存于）